# Clausena austroindica
Clausena austroindica là một loài thực vật có hoa trong họ Cửu lý hương. Loài này được B.C.Stone & K.K.N.Nair mô tả khoa học đầu tiên năm 1994.

## Hình ảnh

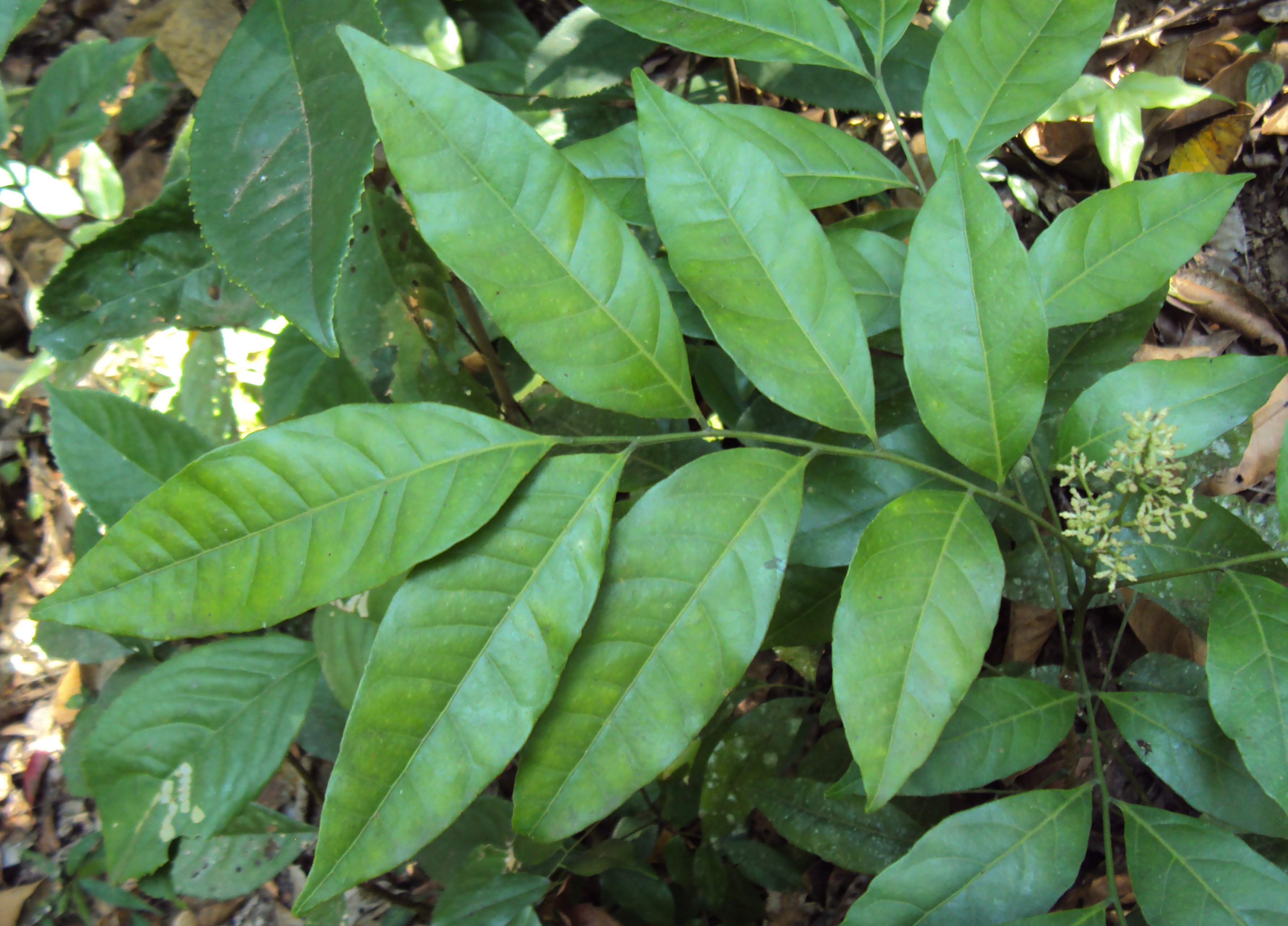
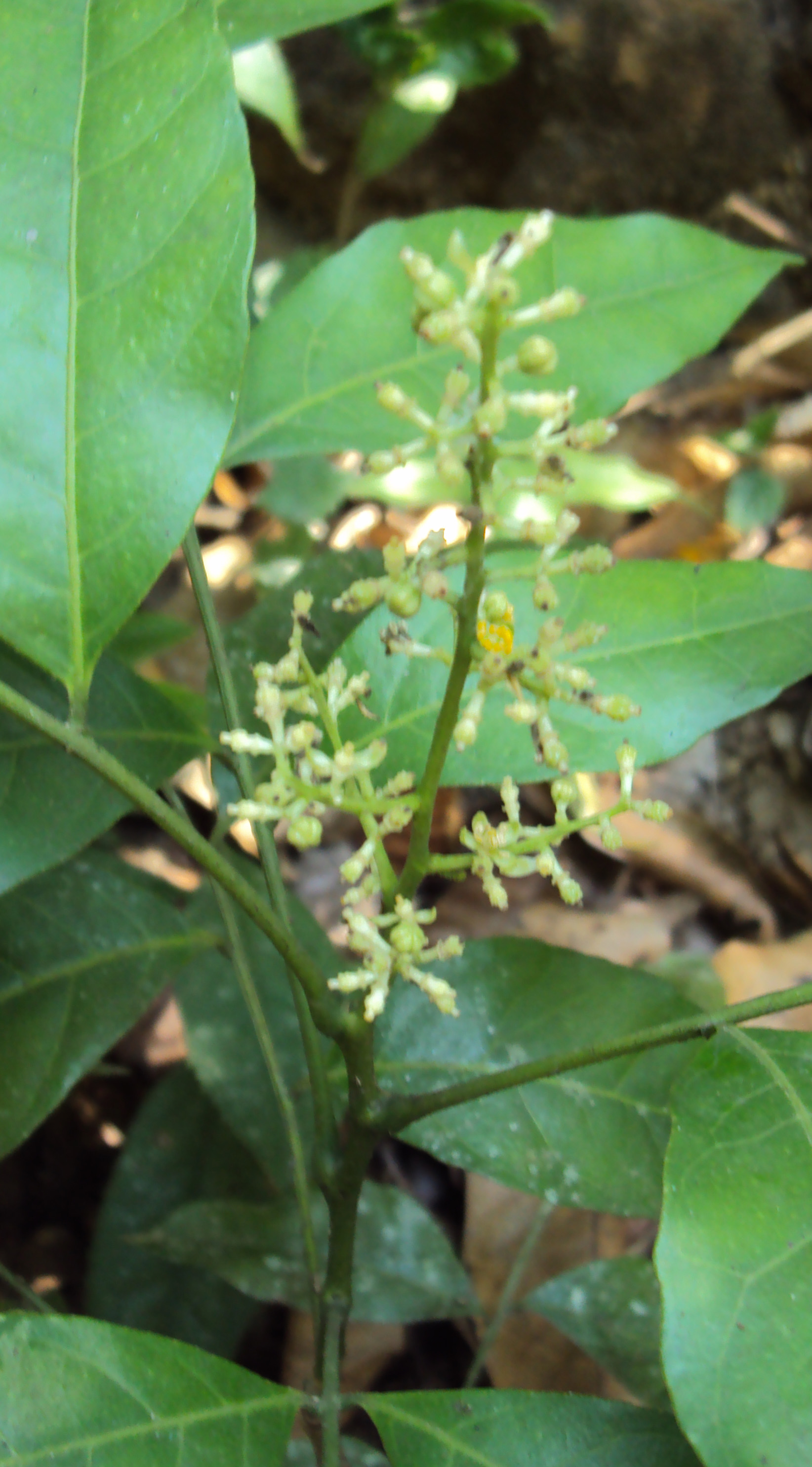
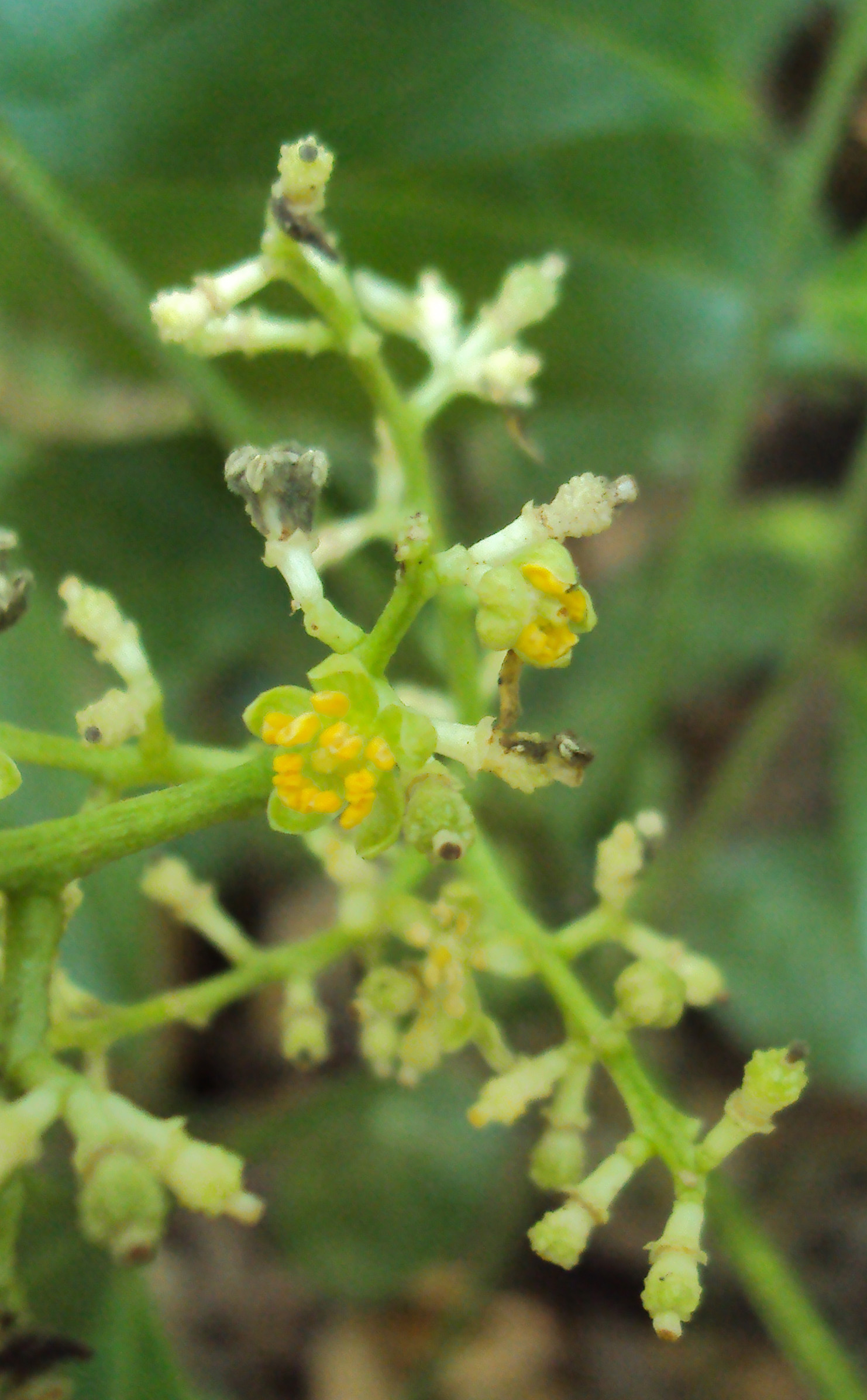
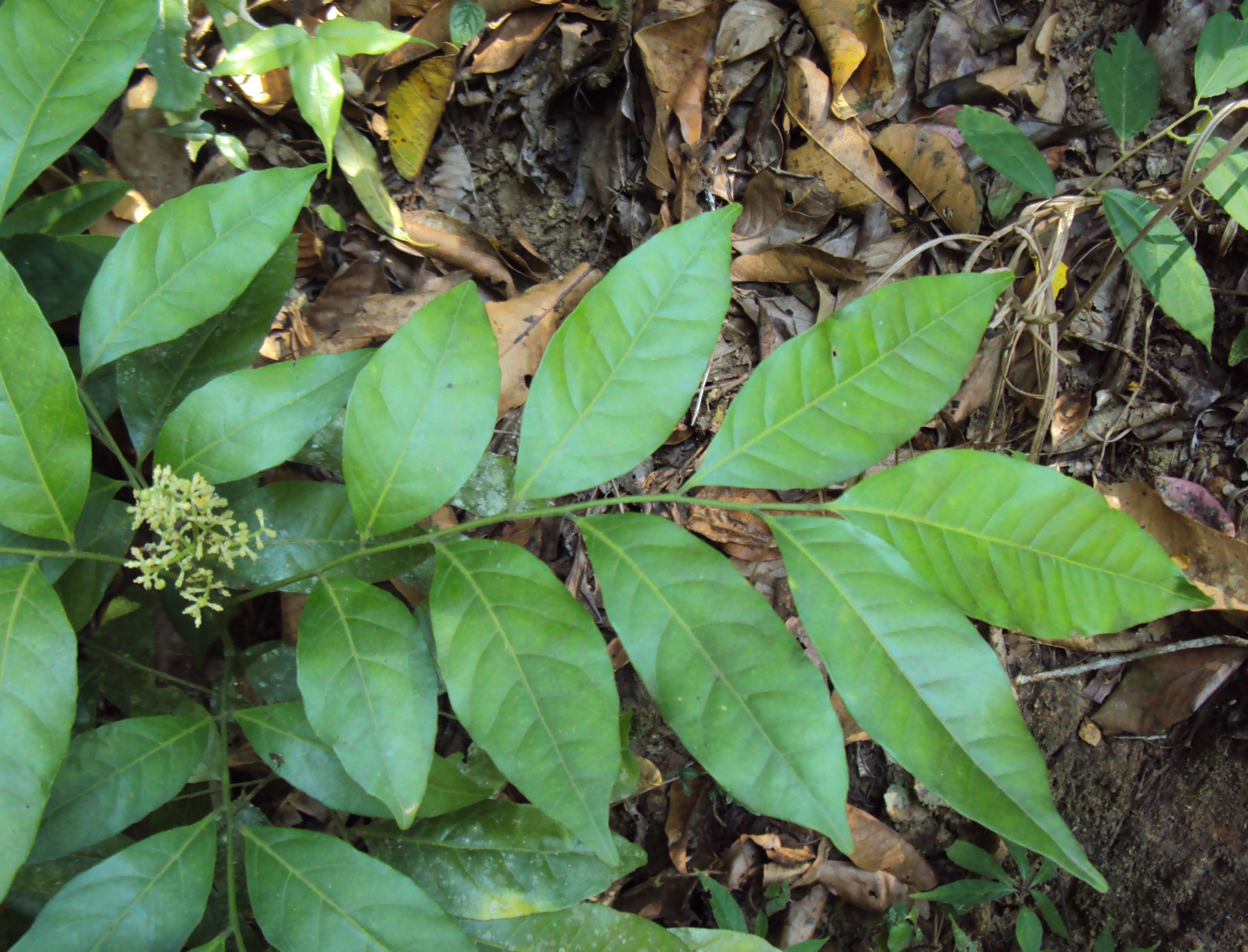